# Маяк Касл-Хилл
Маяк Касл-Хилл (англ. Castle Hill Light) — маяк, расположенный в историческом округе Оушен Драйв на западе острова Род-Айленд в заливе Наррагансетт, округ Ньюпорт, штат Род-Айленд, США. Построен в 1890 году. Автоматизирован в 1957 году.

## История
Города Провиденс и Ньюпорт, одни из первых английских поселений в Северной Америке, были крупными центрами промышленности и торговли в XVIII—XIX веках. Для обеспечения навигации до них через залив Наррагансетт, в котором находится множество больших и малых островов, было построено несколько маяков. В 1875 году Конгресс США выделил 10 000$ на строительство противотуманного сигнала на восточном конце острова Род-Айленд, однако собственники земли отказались её продавать, так как полагали, что шум от сигнала уменьшит её стоимость. В конце 1880-х годов было принято решение построить в этом месте полноценный маяк и жилище смотрителя, и собственник земли, которым оказался известный океанограф и морской зоолог Александр Агассис, согласился продать её за 1$. Строительство маяка было завершено в 1890 году. Он представлял собой расположенную на утёсе коническую башню из гранитных блоков высотой 10 метров, на вершине которой была установлена линза Френеля. Кирпичный дом смотрителя был построен в 400 метрах от маяка. В 1957 году Береговая охрана США автоматизировала маяк.
В 1988 году он был включён в Национальный реестр исторических мест.